# 奇莱小红门兰
奇莱小红门兰（学名：Ponerorchis kiraishiensis）也称奇莱红门兰、南湖大山兰、奇莱红兰，为兰科小红门兰属下的一个种。